# Tropicus pusillus
Tropicus pusillus là một loài bọ cánh cứng trong họ Heteroceridae. Loài này được Say miêu tả khoa học đầu tiên năm 1823.